# هوندا تاداتوکی
هوندا تاداتوکی (انگلیسی: Honda Tadatoki; ۱۱ مهٔ ۱۵۹۶ – ۳۰ ژوئن ۱۶۲۶) یک سیاستمدار اهل ژاپن بود.